# 루트비히 뮐러

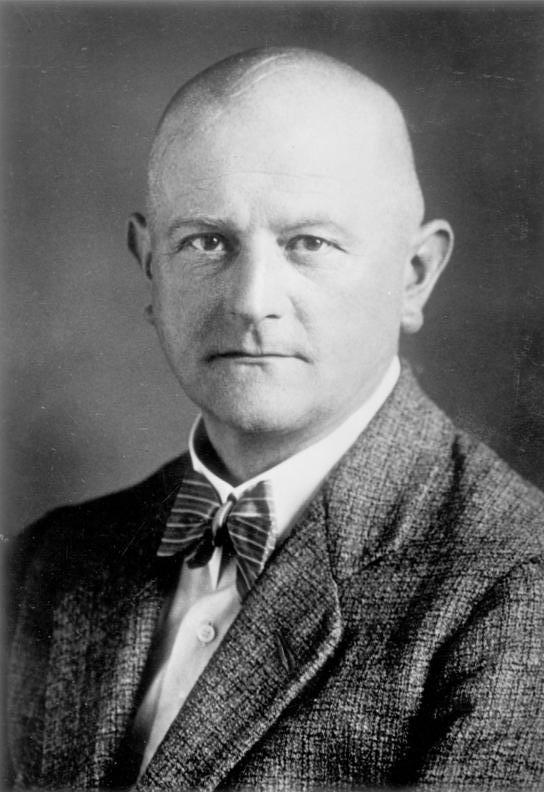
루트비히 뮐러

요한 하인리히 루트비히 뮐러(독일어: Johan Heinrich Ludwig Müller, 1883년 6월 23일 ~ 1945년 7월 31일) 독일의 신학자이며 "독일의 기독교인"의 지도층의 회원이었다. 독일 복음주의교회에서 '국가주교'로 임명되었다.
귀터슬로 출신인 루트비히 뮐러는 개신교 목사로서 1931년부터 국가사회주의 독일 노동자당(나치당)의 당원이었다. 그 당시 독일의 파시즘 정당인 나치당은 로마 가톨릭이 아닌 프로테스탄트교회의 연합체를 구성하여 그들 중의 대표로 루드비히 뮐러를 임명하였다. 그를 대표로 만들면서 자연스럽게 모든 기독교인들이 히틀러를 따르게 되었다.
루트비히 뮐러는 1933년 5월에 독일 복음주의 교회 연합, 프로이센 교회 연합의 대표로 선출되었다. 그가 선출된 이후에 나치당은 독일의 기독교를 더 이상 성경을 믿는 기독교가 아닌, 아리안족중심의 기독교로 전향시켰다. 그 당시, 기독교로 전향했던 유대인들은 더 이상 기독교인 아닌 유대인으로 분류되어 교회에서 퇴출되었다. 성경에서 구약은 사라졌고, 모든 유대인들은 성경에서 사라졌다. 그는 성경의 하나님을 도용해, 독일에게 특별한 법을 하나님이 주셨고, 이 법은 독일인들에게만 적용되며, "하나의 하나님, 하나의 국가, 하나의 교회"를 위해 전쟁을 해야 한다고 주장했다.